# Barbiano
Barbiano (en allemand, Barbian) est une commune italienne d'environ 1 700 habitants située dans la province autonome de Bolzano dans la région du Trentin-Haut-Adige dans le nord-est de l'Italie.

## Répartition des langues
Selon le recensement de 2011, la plupart des habitants (97,5 %) parlent l'allemand comme langue maternelle, 1,9 % parlent l'italien nativement et 0,6 % le ladin.

## Langues
| Langues  | Nombre de locuteurs | %     |
| -------- | ------------------- | ----- |
| Allemand | 1562                | 97,53 |
| Italien  | 30                  | 1,87  |
| Ladin    | 10                  | 0,6   |

## Administration
| Période                                  | Période | Identité | Étiquette | Qualité |
| ---------------------------------------- | ------- | -------- | --------- | ------- |
|                                          |         |          |           |         |
| Les données manquantes sont à compléter. |         |          |           |         |

### Hameaux
Colma, Santa Gertrude, Saubach

### Communes limitrophes
Les communes limitrophes sont  Castelrotto, Laion, Ponte Gardena, Renon et Villandro.